# Ischnoptera marginata
Ischnoptera marginata es una especie de cucaracha del género Ischnoptera, familia Ectobiidae. Fue descrita científicamente por Brunner von Wattenwyl en 1865.
Habita en Brasil, Paraguay y Argentina.